# Edith Klebinder
Edith Klebinder (née Muller le 23 mars 1914 à Vienne, Autriche et morte le 1er août 2010 à Calmont, Haute-Garonne) est une Française d'origine autrichienne déportée à Auschwitz en même temps que la majorité des Enfants d'Izieu et qui témoigne sur leur sort au procès de Klaus Barbie.

## Biographie
Edith Muller est née le 23 mars 1914 à Vienne, en Autriche.
Elle est l'épouse de Gerard Klebinder, né le 28 juin 1914 à Vienne.

### Déportation à Auschwitz
Edith Klebinder est déportée par le convoi no 71 du 13 avril 1944, du camp de Drancy vers Auschwitz. Son mari, Gerard Klebinder, est déporté par le convoi no 77 du 31 juillet 1944, du camp de Drancy vers Auschwitz.
Leur dernière adresse à Lyon est 30 rue des Chartreux.

### Arrivée à Auschwitz
Edith Klebinder décrit l'arrivée à Auschwitz : 

« Quand nous sommes arrivés à la gare de Birkenau dans la soirée du 15 avril [1944], nous sommes tous descendus des trains. Un S.S., qui était là demanda si quelqu'un parlait français et allemand. J'ai dit moi, car j'étais une autrichienne vivant en France et parlant les deux langues. Le S.S. me dit de demander à toutes les femmes leur âge, en particulier celles des trois derniers wagons. J'ai fait l'interprète, demandant à toutes les femmes des trois derniers wagons leur âge. C'est alors que j'ai réalisé qu'il y avait un groupe d'environ trente enfants dans le dernier wagon, accompagnés par plusieurs femmes. Ces enfants n'étaient pas avec leurs familles, mais un groupe d'enfants escortés. Le S.S. me dit demander aux escortes si elles étaient les parents de ces enfants. Elles ont toutes répondu, « Non, mais nous sommes pratiquement leurs mères adoptives ». J'ai traduis cette phrase en allemand, et le S.S. m'a dit de demander aux femmes si elles voulaient rester avec les enfants. J'ai alors demandé, « Voulez-vous rester avec ces enfants ? » Elles ont répondu : « Bien sûr ». Le S.S. leur dit alors d'embarquer sur les camions avec les enfants, ajoutant, « Vous arriverez là-bas plus rapidement ». Ils sont tous montés dans les camions, et je ne les ais plus revus,. »

### Témoin au procès de Klaus Barbie
Edith Klebinder témoigne au procès de Klaus Barbie
,,,, le 1er juin 1987.
Au tribunal, Edith Klebinder parle avec émotion. Elle pensait à son arrivée à Auschwitz que c'était un camp de travail, sans réaliser que la grande majorité de ceux non-sélectionnés pour le travail était conduit directement aux chambres à gaz. Elle se demandait ce qu'il était advenu des enfants. Elle interroge plusieurs personnes, qui la regardent comme si elle était folle. Finalement, une femme lui dit : « Tu n'as pas vu les cheminées. »

### Mort
Edith Klebinder est morte le 1er août 2010 à Calmont en Haute-Garonne,.

## Pour approfondir